# 爱知文教女子短期大学
爱知文教女子短期大学（日语：／ Aichi Bunkyō Joshi Tanki Daigaku *），简称文教，是一所位于日本爱知县稻泽市的私立短期大学。

## 概要

### 简介
- 短期大学为于1951年开办[2]，由学校法人足立学园经营，来源于佛教思想。

### 历史
- 1951年 稻泽女子短期大学成立并同时设置一个学科即家政科[2]。
- 1952年 第二部成立于家政科[2]。
- 1963年 生活设计科成立[2]。
- 1966年 保育科成立[2]。
- 1969年 保育科变更为幼儿教育学科，家政科变更为家政学科。第三部成立于幼儿教育学科[3]。
- 1972年 生活设计科变更为设计美术科[注 4]。
- 1990年 家政学科变更为生活文化学科，两个专攻即生活文化专攻和食物营养专攻于生活文化学科[2]。
- 1993年 改校名为爱知文教女子短期大学[2]。
- 1996年 专科福利专攻成立[2]。
- 1997年 生活文化学科第二部招生最后，次年停止招生，正式停办于2000年3月24日[3]。
- 2003年 设计美术科[注 4]变更为设计美术学科[注 2][2]。
- 2006年 设计美术学科[注 2]招生最后，次年停止招生[3]。正式停办于2008年3月31日[3]。
- 2009年 专科福利专攻变更为护理福利专攻[4]。

## 学校环境
- 校区：在爱知县稻泽市

## 历任校长
- 古山敬子：现在短期大学校长[5]

## 组织

### 学科
- 生活文化学科
  - 第一部
    - 生活文化专攻
    - 食物营养专攻

  - 第二部[注 1]
- 设计美术学科[注 2][注 3]
- 幼儿教育学科
  - 第一部
  - 第三部

### 专科
| - 护理福利专攻 |

### 业余课程
| - 没有 |

### 附属学校
| - 第一幼儿园 - 萩原幼儿园 - 一宫东幼儿园 |

### 附属机关
| - 图书馆 - 足立学园总合研究所 |